# کوهی هاتوری
کوهی هاتوری (انگلیسی: Kohei Hattori؛ زادهٔ ۴ آوریل ۱۹۹۱) بازیکن فوتبال اهل ژاپن است.